# La Ceja

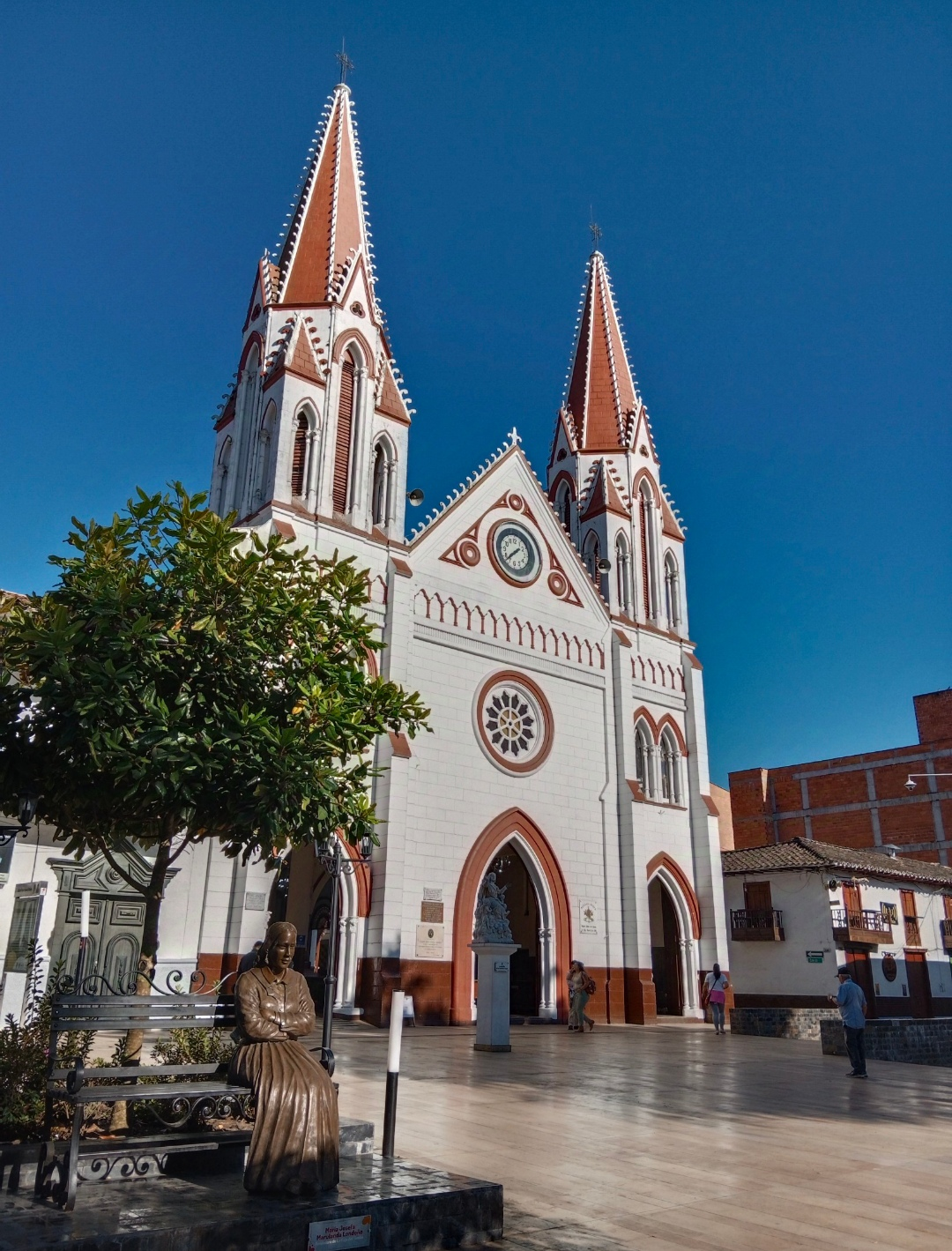
Basílica menor nuestra señora del Carmen

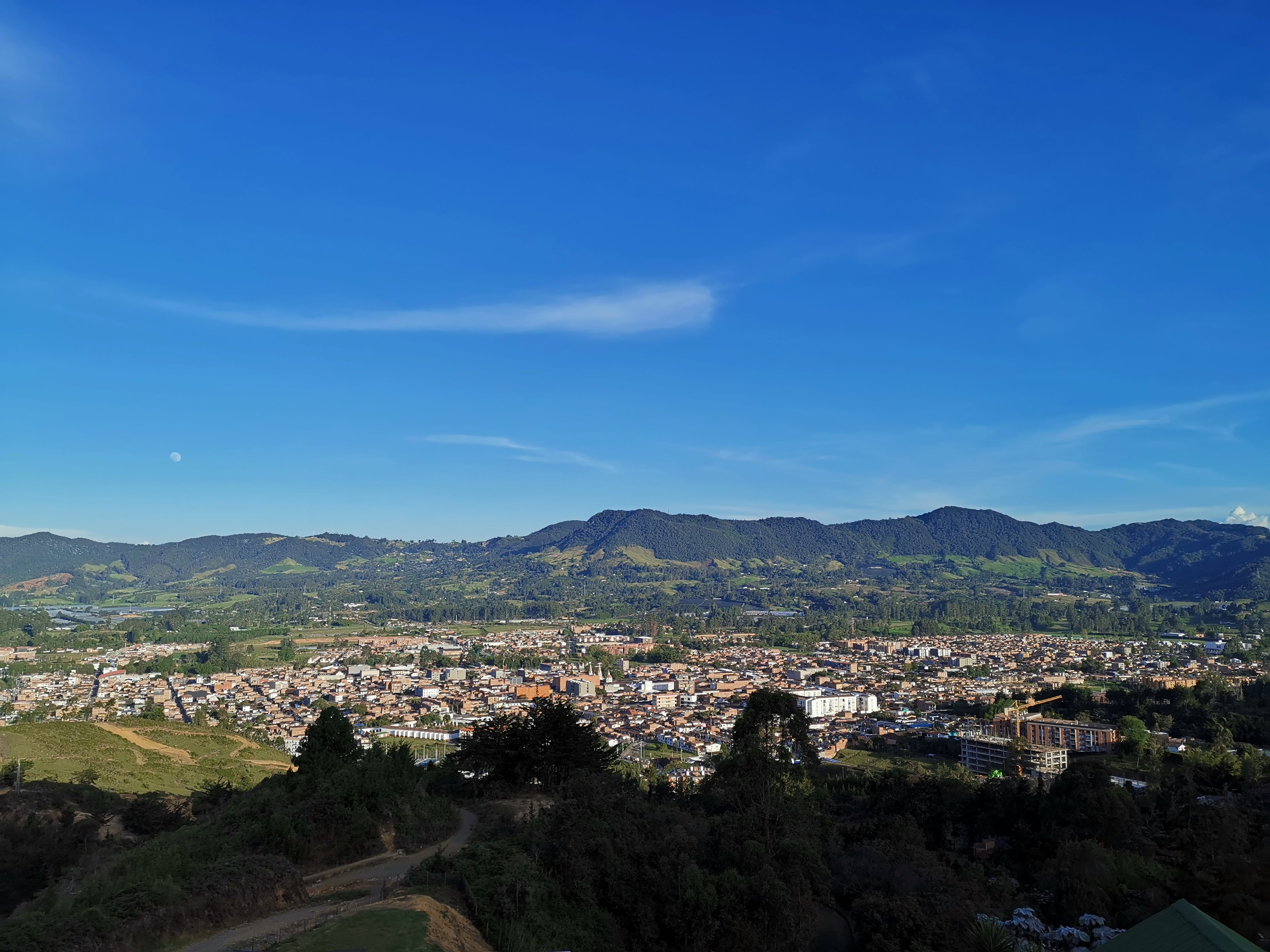
Panorámica de La Ceja

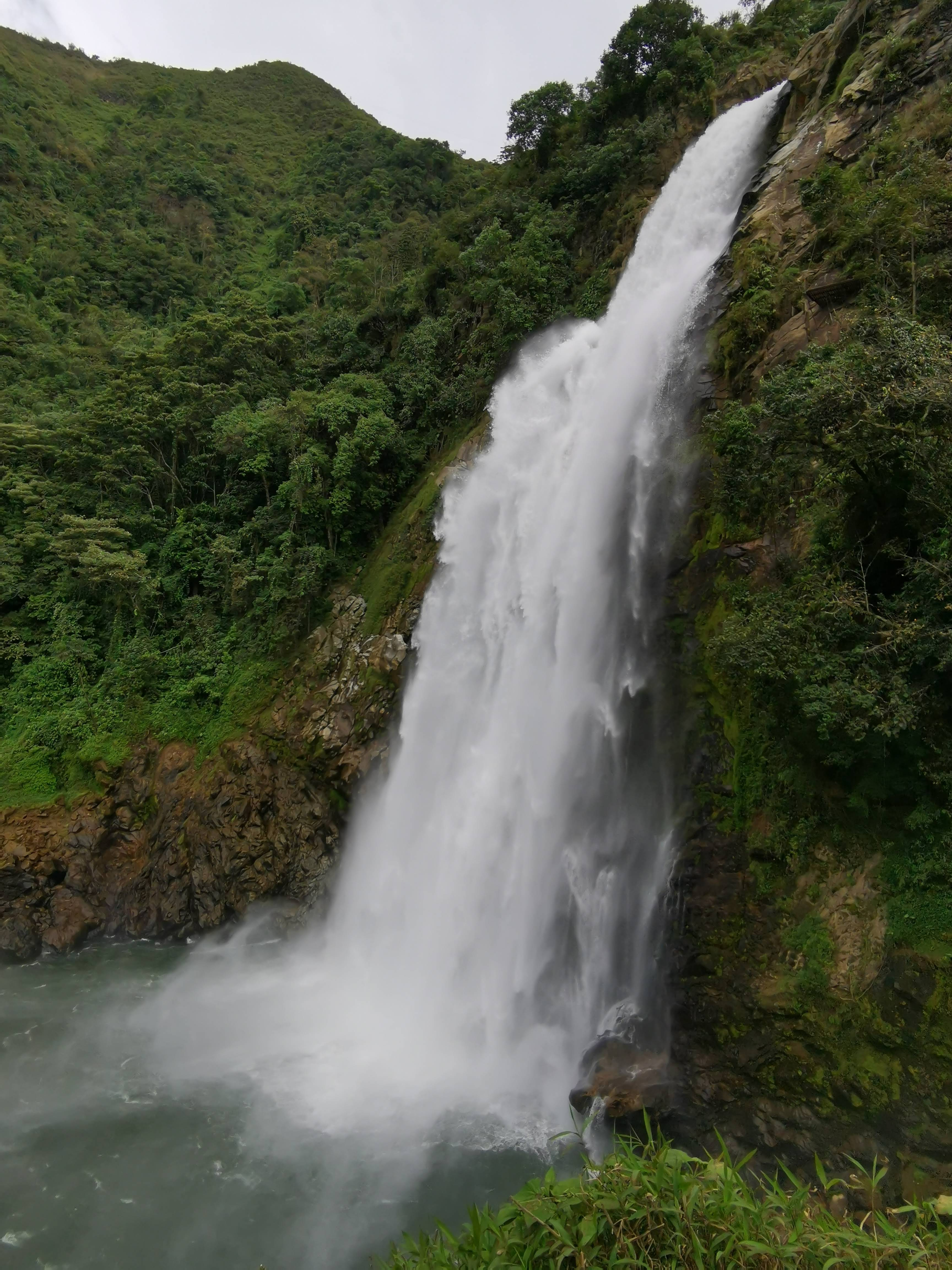
Salto del Buey

La Ceja del Tambo, también conocida como La Ceja, es un  municipio colombiano, ubicado en el departamento de Antioquia. Forma parte de la subregión Oriente. Limita al norte con los municipios de Rionegro y El Carmen de Viboral, al oriente con el municipio de La Unión, al occidente con los municipios de Montebello y El Retiro y al sur con el municipio de Abejorral. Su cabecera municipal está a 41 kilómetros de Medellín.

## Historia
El territorio de lo que hoy es La Ceja estuvo habitado por los indios Tahamíes, tribu pacífica dedicada a la agricultura, fundamentalmente al cultivo de maíz. Hacia 1541 llegaron los conquistadores españoles a la localidad, al mando de Álvaro de Mendoza, lugarteniente del mariscal Jorge Robledo. Al arribar Mendoza a esta comarca descubrió un extenso y fértil valle colmado de hermosas y verdes praderas y surcado por abundantes y limpias aguas. Lo denominó Valle de Santamaría, el cual hoy en día se conoce como Valle de La Ceja del Tambo.
Fundado por: María Josefa Marulanda.
Fue ella quien donó los terrenos necesarios para la iglesia, cabildo, plaza, calles, la cárcel y vendió varios terrenos a los colonos. En honor a ella, el nombre de la institución educativa María Josefa Marulanda.
Desde principios del siglo XVII, muchos antioqueños, en especial vecinos de Medellín y Santa Fe de Antioquia, comenzaron a habitarlo debido a sus atractivos naturales y las fértiles tierras, aptas para la industria agrícola y la cría de ganado. 
En 1683 se abrió el camino entre San Nicolás de Rionegro y Santiago de Arma, el que a su vez conducía a Popayán. Los lugareños construyeron un refugio o tambo a la vera de esta ruta, lo cual originó posteriormente que la localidad comenzase a conocerse como “La Ceja del Tambo”.
La Ceja fue elevada a la categoría de municipio en 1855; catorce años después, en 1869, La Ceja contaba ya con varios lugares importantes además de la cabecera municipal: Vallejuelo, Medio de los Ríos, El Tigre y La Miel.
El municipio de La Ceja es conocido como El pequeño Vaticanito, ya que en su territorio alberga a casi 25 comunidades religiosas, tanto masculinas como femeninas, e igualmente, por albergar el Seminario Nacional Cristo Sacerdote, de la Conferencia Episcopal de Colombia y los de Siervos del Espíritu Santo y de la Asociación Sacerdotal San Pablo, perteneciente a la Diócesis de Sonsón-Rionegro. Además, tiene la casa de retiros El Rodeo Santa Ana, que es una casa de retiros en donde sacerdotes con dificultades en su ministerio se internan ahí para hacer un discernimiento del mismo y donde reside el Obispo de Sonsón-Rionegro.

## División Político-Administrativa
Aparte de su Cabecera municipal. La Ceja tiene bajo su jurisdicción los siguientes Centros poblados:
- El Tambo
- San José (compone un corregimiento)
- San Judas
- San Nicolás
- Toledo

### Localización
| Noroeste: El Retiro | Norte: Guarne |  |
|                     |               |  |
|                     |               |  |

## Demografía
Población Total: 64 889 hab. (2018)
- Población Urbana: 54 820
- Población Rural: 10 069

Alfabetismo: 93.3% (2015)
- Zona urbana: 93.7%
- Zona rural: 90.7%

Según las cifras de la Gobernación de Antioquia basadas en la encuesta de Calidad de Vida 2004 el estrato socioeconómico que predomina en La Ceja es el 3 (medio-bajo) con el 65.6%. Le sigue el estrato 2 (bajo) con 30%. Al estrato 4 le corresponde un 2.9%, al 1 (bajo-bajo) tiene un 1.0% y al 5 (medio-alto) le corresponde tan solo un 0.5%.

### Etnografía
Según las cifras presentadas por el DANE del censo 2005, la composición etnográfica del municipio es: 
- Mestizos & blancos (92,1%)
- Afrocolombianos (7,9%)

### Vías de comunicación
La conexión vial de La Ceja con el resto de Antioquia es excelente. A ella conducen la autopista Medellín-Bogotá, la carretera Las Palmas, y la carretera Medellín Santa Elena. También posee una carretera pavimentada con El Retiro de 11 Kilómetros de extensión. Para evitar el tránsito de vehículos pesados por el municipio, se desarrolló una variante que pasa al lado derecho del municipio,y recientemente se terminó la nueva conexión con La Unión (año 2017).
Se comunica también con el municipio de Abejorral, en una vía que está siendo pavimentada, y que además lo comunica con su corregimiento San José. Posee también carretera destapada que lo comunica con el corregimiento de Mesopotamia.

## Economía
Agricultura y ganadería
Los productos agrícolas fundamentales del Municipio son tomate de árbol, plátano, mora, café variedad caturro y variedad Colombia, frutas, legumbres y hortalizas , el aguacate se ha posicionado en los últimos años como producto de exportación y orgullo para la región.
La ganadería de leche ha sido un tradicional sector muy importante en la economía cejeña. En la actualidad se producen cerca de 70.000 litros de leche por día.
Floricultura
Al norte de la ciudad están instaladas más de quince empresas cultivadoras y comercializadoras de flores, que suministran la principal fuente de empleo para sus habitantes. Gran parte de la producción se exporta principalmente a los Estados Unidos: azucenas, tulipanes, orquídeas, claveles, crisantemos, gérberas, hortensias y pompones, figuran entre otros como los principales tipos de flores que la ciudad comercializa. 
Industria
Además de las empresas cultivadoras de flores, La Ceja cuenta con dos aserríos, una fábrica de etiquetas, tres compañías avícolas, trece cerrajerías, ocho microempresas de confecciones, treinta y ocho ebanisterías, cuatro colchonerías, cuatro compañías fabricantes de productos lácteos, una inmunizadora de maderas, una procesadora de materiales áridos y varias microempresas de artesanías y decoración.
Comercio
En la ciudad existen más de mil establecimientos comerciales: restaurantes, cafeterías, bares, centros de diversión, papelerías, estanquillos, almacenes de ropa, misceláneas, empresas de comunicación telefónica e Internet, droguerías, supermercados, hoteles, talleres, agencias de viajes y arrendamientos, centros de salud, centros educativos, etc.
Servicios
La infraestructura de servicios es amplia: Las Empresas Públicas de La Ceja prestan los servicios de acueducto, alumbrado público, alcantarillado y aseo. Hay también 5 entidades financieras y bancarias.
Artesanías
Tallas en madera, hierro forjado, aluminio y arte quiteño.
Turismo
Dada su cercanía con Medellín, sus excelentes vías, y el bello trazado de sus calles, se ha convertido en un lugar turístico por excelencia, además de contar con una amplia oferta hotelera.
En el año 2019, el parque principal Simón Bolívar fue remodelado para el disfrute de los Cejeños y visitantes, posicionándose como uno de los parques más bonitos y amigables del Oriente Antioqueño.

## Educación
Se cuentan con varias instituciones educativas, entre ellas, se reconoció a la Institución Educativa La Paz como el tercer mejor colegio público de Antioquia en el año 2017.

## Fiestas

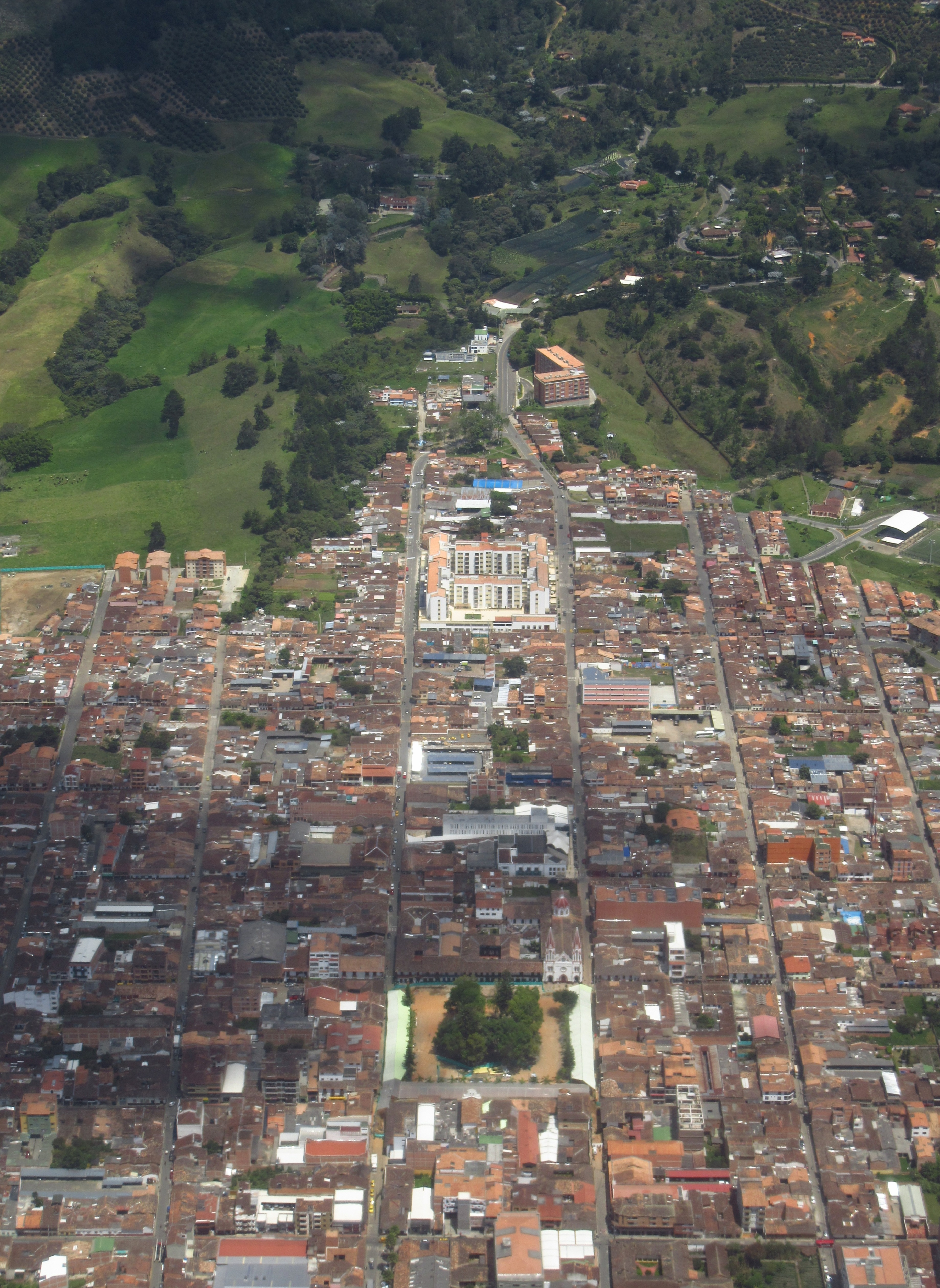
Vista aérea del centro y el occidente de La Ceja.

- Semana Santa, sin fecha fija en el mes de marzo o abril.
- Feria microempresarial.
- Fiestas del toldo, las bicicletas y las flores en agosto.
- Fiesta patronal de la Virgen del Carmen, 16 de julio.
- Fiesta patronal del beato Fray Eugenio Ramírez Salazar, mártir cejeño; última semana de julio.
- Misa Carismática, sin fecha fija en agosto.

## Gastronomía
Además de toda clase de gastronomía típica paisa y asados, en La Ceja son de fama los dulces y conservas como natillas, mermeladas, jaleas, arequipes, chocolates manjares y panelitas.

## Sitios de interés
- Salto del río Buey, imponente cascada de 80 metros, en la vía que conduce al municipio de Abejorral; con la mejor vista desde la casa del señor Belisario Cardona, situada en la vereda San Rafael.
- Río Piedras
- Charcos en la vereda higuerón, aptos para bañarse y para la pesca
- Río Pantanillo.
- Hacienda El Puesto
- Museo de arte religioso: Capilla de Nuestra Señora de Chiquinquirá
- Basílica Menor Nuestra Señora del Carmen
- Casa de la Cultura Gregorio Gutiérrez González
- Teatro Juan de Dios Aranzazu
- Parroquia Beato Fray Eugenio Ramírez Salazar